# Игнатьев, Александр Владимирович
Александр Владимирович Игнатьев  (укр. Олександр Володимирович Ігнатьєв; 23 июня 1971, Киев, Украинская ССР, СССР) — советский и украинский футболист.

## Клубная карьера
Воспитанник киевского «Динамо». С 1988 по 1991 год выступал за дублирующий состав киевлян, в 1989 году сыграл один матч в Кубке Федераций. В 1990 году выступал в любительском клубе «Темп» (Корсунь-Шевченковский). В 1991 году защищал цвета тюменского «Геолог» в Первой союзной лиге. После распада СССР в 1992 году вернулся в Украину, где в составе винницкой «Нивы» сыграл 5 матчей в первом розыгрыше чемпионата Украины. Остальной сезон отыграл в житомирском «Химике» в Первой лиге. С 1992 по 1993 годы защищал цвета клубов Первой лиги «Рось» (Белая Церковь) и «Химик» (Северодонецк). В 1994 году стал игроком ЦСКА-ВСУ, выступавший в Третьей лиге украинского чемпионата. В 1995 году защищал цвета другого клуба Третьей лиги «Славутич». После этого уехал в Китай, где выступал в одном из местных клубов. В сезоне 1995/96 годов выступал во Второй лиге в «Ниве-Космос» из Мироновке. В сезоне 1995/96 , забив четыре гола в трех матчах, стал лучшим бомбардиром Кубка Украины (вместе с Александром Перенчуком и Александром Паляницей). В 1996 году усилил александрийскую «Полиграфтехнику». Дебютировал в футболке александрийцев 4 августа 1996 года в ничейном (1:1) домашнем поединке 1-го тура первой лиги против никопольского «Металлурга». Александр вышел на поле в стартовом составе, а на 58-й минуте его заменил Вадим Наливайко. Однако закрепиться в составе «полиграфов» не сумел и в том же году уехал в Россию, где стал игроком любительского клуба «Спартак» (Луховицы). Вместе с клубом прошел путь из любительского чемпионата во вторую лигу, после чего завершил карьеру профессионального футболиста. С 2000 по 2001 год играл в любительских клубах «Днепр» (Киев) и «Титан» (Иршанск). Выступал также и в киевских футзальных клубах «Униспорт-Стройстар» (2002/03) и «Сильстрой» (2006/07).

## Тренерская карьера
С июля 2014 года по декабрь 2015 года возглавлял «Чайка» (Петропавловская Борщаговка). С 2016 года — главный тренер ФК «Вишневое».

## Личная жизнь
У него есть сын Владимир, который также стал футболистом, который выступал в основном на любительском уровне.